# Фервју (Јужна Дакота)
Фервју (енгл. Fairview) град је у америчкој савезној држави Јужна Дакота.

## Демографија
По попису из 2010. године број становника је 60, што је 34 (-36,2%) становника мање него 2000. године.
| Група             | 2000.      | 2010.       |
| Белци             | 91 (96,8%) | 60 (100,0%) |
| Афроамериканци    | 0 (0,0%)   | 0 (0,0%)    |
| Азијати           | 0 (0,0%)   | 0 (0,0%)    |
| Хиспаноамериканци | 0 (0,0%)   | 0 (0,0%)    |
| Укупно            | 94         | 60          |